# Campo de Don Mendo
El campo de Don Mendo fue un campo de fútbol de Santiago de Compostela en el que jugaba sus partidos como local el Santiago Sporting Club, que cedió su propiedad en 1928 a la Universidad para la construcción de la actual Residencia de Estudiantes.

## Historia
La intención de disponer de un campo de fútbol propio formó parte del proyecto del Santiago Sporting Club ya desde el momento de su fundación en 1911, pero no empezó a tomar forma hasta 1919.
En julio de ese año el club tenía muy avanzadas las gestiones para la adquisición de un terreno deportivo en las inmediaciones del Robledal de San Lorenzo. La transacción se pudo completar al año siguiente, gracias a una aportación de capital de la nueva directiva y a una subvención del Ayuntamiento de Santiago para sufragar una parte de las obras de construcción del estadio, que comenzaron el 27 de agosto y concluyeron el 20 de noviembre con los últimos detalles de cara al partido inaugural.
El Campo de Don Mendo se encontraba en los antiguos terrenos del Valle de Don Mendo, de los que toma su nombre, detrás de la antigua Plaza de Toros de Santiago, bajo el Paseo de la Herradura. La situación del nuevo estadio, muy próximo al centro histórico, alimentaba el interés por el fútbol en la ciudad al facilitar considerablemente la afluencia de los aficionados, que hasta entonces habían estado obligados a desplazarse para cada partido hasta el Campo de Santa Isabel, en el barrio de Vista Alegre.
El recinto tenía gradas de madera con capacidad para mil personas alrededor de un campo de tierra reglamentario de 100 x 60 m. Su inauguración tuvo lugar el 21 de noviembre de 1920 con un partido amistoso entre el Real Club Fortuna de Vigo y el Athletic de Pontevedra, dos de los equipos punteros de la época, que concluyó con una victoria por 4-1 a favor de los vigueses.

## Competiciones
Entre su inauguración y finales de 1922 sirvió como campo local del Santiago Sporting en sus encuentros del Campeonato de Galicia, del Campeonato de Compostela y de la Copa del Apóstol. Otros equipos locales arrendaron sus instalaciones durante ese período y en los años posteriores por las ventajas que suponía con respecto al Campo de Santa Isabel, convirtiéndose pronto en el primer campo de la ciudad y el lugar preferido por el Ayuntamiento para celebrar cualquier acontecimiento deportivo.

## Desaparición
El declive del fútbol compostelano en la segunda mitad de los años 1920 y el proyecto de construcción de la Residencia de Estudiantes por parte de la Universidad de Santiago de Compostela en el espacio que ocupaban el Campo de Don Mendo, la plaza de toros y otras fincas aledañas hasta el Robledal de San Lorenzo convenció a los propietarios a donar los terrenos a la Universidad a través de la Liga de Amigos, con la condición de que en el recinto universitario se construyese un nuevo estadio de fútbol.
Con la colocación de la primera piedra de la Residencia el día del Apóstol Santiago de 1928 se ponía fin simbólico a la breve existencia del Don Mendo, en cuyo recuerdo queda, a escasa distancia de su ubicación original, el actual Estadio de Atletismo de la Residencia de la Universidad de Santiago.